# Guglielmo III di Borgogna
Guglielmo di Borgogna detto il Bambino in francese Guillaume III de Bourgogne dit l'enfant (1110 – Payerne, febbraio 1127 o 1126) fu conte della Franca Contea di Borgogna e co-conte di Mâcon dal 1125 fino alla sua morte.

## Origine
Guglielmo, secondo il documento n° DXC del Cartulaire de Saint-Vincent de Mâcon, era figlio del conte di Borgogna e reggente della contea di Mâcon, Guglielmo II detto il Tedesco e di Agnese di Zähringen, come ci viene confermato dal Gesta Friderici Imperatoris Ottonis Frisingensis, liber II (Conradi vero ducis sororis filius), figlia del duca di Zähringen, Bertoldo II,come conferma la Relatio Piis Operibus Ottonis Episcopi Bambergensis che la definisce sorella del duca di Zähringen, Corrado I.
Guglielmo II detto il Tedesco, secondo il documento n° 102 de LE CARTULAIRE DE MARCIGNY-SUR-LOIRE: 1045-1144, era figlio del conte di Borgogna e conte di Mâcon, Rinaldo II e di Regina d'Oltingen (? - dopo il 1107), figlia di Conone conte di Oltingen come risulta dal documento n° 30 de LE CARTULAIRE DE MARCIGNY-SUR-LOIRE: 1045-1144.
Guglielmo era il pronipote di Guido di Borgogna (1050-1124), futuro papa, col nome di Callisto II e di Raimondo di Borgogna (ca. 1062 – 1107), conte di Galizia e di Coimbra e padre del re Alfonso VII di Castiglia che sarà detto l'imperatore di Spagna.

## Biografia
Nel 1119 il prozio (fratello del nonno Rinaldo II) Guido di Borgogna (1050-1124), che, nel 1085, era stato nominato amministratore dell'Arcivescovato di Besançon e, nel 1088, secondo Orderico Vitale, era diventato arcivescovo di Vienne, salì al soglio pontificio con il nome di Callisto II.
Nel 1125, alla morte del padre, Guglielmo II detto il Tedesco, vittima di un complotto ordito dai suoi baroni, ereditò il titolo di conte di Borgogna e di co-conte di Mâcon.
Nel 1127, secondo Anselmi continuatio Sigeberti, Guglielmo morì assassinato dai suoi sudditi, a soli diciassette anni, mentre, in una chiesa, il 27 febbraio (3 Kalend. Martii) pregava dinanzi all'altare; anche gli  Annales Sancti Disibodi confermano l'assassinio (Wilhelmus princeps Burgundiæ a suis occiditur). Secondo il Veterum Scriptorum, Tome VI, Fundatio monasterii beatæ Mariæ de Altaripa, l'assassinio viene anticipato di un anno, il 9 febbraio 1126 (1126, 5 Idus Februari), presso Payerne (apud Paterniacum); Guglielmo fu sepolto in un monastero Cluniacense sull'isola del lago di Nirvez (in prioratu Cluniacensi, sito in insula quae est in lacu de Nirvez).
Dopo la morte di Guglielmo, secondo lo storico tedesco Horst Fuhrmann, nel suo Deutsche Geschichte im hohen Mittelalter. Von der Mitte des 11. bis zum Ende des 12 il nuovo re di Germania, Lotario II di Supplimburgo, per imporre la propria autorità nel regno di Arles o delle due Borgogne, concesse a suo zio, Corrado I di Zähringen, il titolo e le funzioni di Rector Burgundiae, con lo scopo di salvaguardare gli interessi del regno di Germania nelle contee del regno di Arles, arrestandone soprattutto il graduale processo di distacco della contea di Borgogna dall'impero. La contea di Borgogna però passò al cugino di Guglielmo, Rinaldo III di Borgogna, figlio di Stefano I di Borgogna, che rimase anche conte di Mâcon assieme al fratello, Guglielmo.

## Discendenza
Di Guglielmo non si conosce né il nome di una eventuale moglie, né alcuna discendenza.

### Fonti primarie
- (LA)  Monumenta Germaniae Historica, Scriptores, tomus VI.
- (LA)  Monumenta Germaniae Historica, Scriptores, tomus XVII.
- (LA)  Monumenta Germaniae Historica, Scriptores, tomus XV.2.
- (LA)  Monumenta Germaniae Historica, Scriptores, tomus XX.
- (LA)  Veterum Scriptorum, Tome VI.
- (LA)  Historia Ecclesiastica, tomus III.
- (LA)  Cartulaire de Saint-Vincent de MâconI.
- (LA)  Saeculum XII. Orderici Vitalis, Historia ecclesiastica. Tomus unicum.
- (LA)  LE CARTULAIRE DE MARCIGNY-SUR-LOIRE: 1045-1144[collegamento interrotto].

### Letteratura storiografica
- Austin Lane Poole, "Federico Barbarossa e la Germania", cap. XXIII, vol. IV (La riforma della chiesa e la lotta fra papi e imperatori) della Storia del Mondo Medievale, 1979, pp. 823–858.
- Paul Fournier, "Il regno di Borgogna o d'Arles dal XI al XV secolo", cap. XI, vol. VII (L'autunno del Medioevo e la nascita del mondo moderno) della Storia del Mondo Medievale, 1981, pp. 383–410.